# Hydroleaceae
Hydroleaceae es una pequeña familia de plantas dicotiledóneas dentro del orden de las solanales. Comprende un solo género, Hydrolea y unas 12 especies que se distribuyen en climas tropicales y templado cálidos de todo el mundo. Se caracterizan por ser plantas más o menos arbustivas, de hojas bastante pequeñas, que crecen cerca o dentro del agua.
Esta familia ha sido reconocida por sistemas modernos de clasificación, como el sistema APG III de 2009. Anteriormente, el géneros Hydrolea había sido dispuesto en Boraginaceae o en Hydrophyllaceae, pero los análisis filogenéticos sobre datos moleculares indican que las especies que lo constituyen comprenden un clado monofilético que debe considerarse como una familia separada.

## Descripción
Son plantas herbáceas a arbustivas.  Las hojas con el margen entero o dentado. Las flores son tetrámeras o pentámeras, con los sépalos unidos en la base y un ovario sincárpico formado por dos carpelos. El fruto es una cápsula loculicida o septicida, con dehiscencia irregular. Las semillas contienen taninos en la capa interna del epicarpio.  El número cromosómico básico es x = 10.

## Taxonomía
El género fue descrito por Carlos Linneo y publicado en Species Plantarum, Editio Secunda 1: 328. 1762. La especie tipo es: Hydrolea spinosa L.	

## Especies aceptadas
A continuación se brinda un listado de las especies del género Hydrolea aceptadas hasta septiembre de 2014, ordenadas alfabéticamente. Para cada una se indica el nombre binomial seguido del autor. abreviado según las convenciones y usos.	
- Hydrolea capsularis (L.) Druce
- Hydrolea elatior Schott
- Hydrolea floribunda Kotschy & Peyr.
- Hydrolea glabra Schumach. & Thonn.
- Hydrolea macrosepala A.W.Benn.
- Hydrolea ovata Nutt. ex Choisy
- Hydrolea palustris (Aubl.) Raeusch.
- Hydrolea prostrata Exell
- Hydrolea spinosa L. - espina de vagra[4]
- Hydrolea uniflora Raf.
- Hydrolea zeylanica (L.) Vahl[5]